# Карлос Ромеро (футболіст, 2001)
Ка́рлос Роме́ро Серра́но (ісп. Carlos Romero Serrano; нар. 29 жовтня 2001, Торрент) — іспанський футболіст, захисник клубу «Вільярреал», який на правах оренди виступає за «Еспаньйол».

## Клубна кар'єра
Виступав за команду «Торре Леванте», в основному складі якої дебютував 2018 року в матчі Терсери проти «Аценети».

### «Вільярреал»
24 травня 2019 року приєднався до академії «Вільярреала». В жовтні 2020 року переведений до команди «Вільярреал С», в складі якої виступав упродовж сезону 2021–22.
Влітку 2022 року переведений до резервної команди клубу, що змагається в Сегунді. 29 серпня 2022 року дебютував у професіональному футболі в матчі Сегунди проти «Гранади», вийшовши на заміну Дані Тасенде.
17 серпня 2023 року дебютував в основному складі «Вільярреала» в матчі Ла-Ліги проти «Альмерії», вийшовши в стартовому складі. 28 листопада 2023 року продовжив контракт з клубом до червня 2027 року.

#### Оренда в «Еспаньйол»
9 липня 2024 року відправився в сезонну оренду в «Еспаньйол». 19 серпня 2024 року дебютував за нову команду в матчі Ла-Ліги проти «Реал Вальядолід», вийшовши в стартовому складі. 31 серпня в поєдинку Ла-Ліги проти «Райо Вальєкано» забив свій перший гол за «Еспаньйол», а також у професіональій кар'єрі.
27 червня 2025 року продовжив контракт з «Вільярреалом» до 2029 року, залишившись на правах оренди в «Еспанйолі» ще на один сезон.

## Статистика виступів
Станом на 24 травня 2025 
| Клуб              | Сезон             | Чемпіонат         | Чемпіонат | Чемпіонат | Кубок | Кубок | Єврокубки | Єврокубки | Всього | Всього |
| Клуб              | Сезон             | Дивізіон          | Матчі     | Голи      | Матчі | Голи  | Матчі     | Голи      | Матчі  | Голи   |
| ----------------- | ----------------- | ----------------- | --------- | --------- | ----- | ----- | --------- | --------- | ------ | ------ |
| Вільярреал Б      | 2022–23           | Сегунда Дивізіон  | 24        | 0         | —     | —     | —         | —         | 24     | 0      |
| Вільярреал Б      | 2023–24           | Сегунда Дивізіон  | 22        | 0         | —     | —     | —         | —         | 22     | 0      |
| Вільярреал Б      | Всього            | Всього            | 46        | 0         | 0     | 0     | 0         | 0         | 46     | 0      |
| Вільярреал        | 2023–24           | Ла-Ліга           | 7         | 0         | 1     | 0     | 0         | 0         | 8      | 0      |
| → Еспаньйол       | 2024–25           | Ла-Ліга           | 31        | 2         | 1     | 0     | —         | —         | 32     | 2      |
| → Еспаньйол       | 2025–26           | Ла-Ліга           | 0         | 0         | 0     | 0     | —         | —         | 0      | 0      |
| → Еспаньйол       | Всього            | Всього            | 34        | 2         | 1     | 0     | 0         | 0         | 35     | 2      |
| Всього за кар'єру | Всього за кар'єру | Всього за кар'єру | 87        | 2         | 2     | 0     | 0         | 0         | 89     | 2      |